# Destructor Alfredo Oriani
L'Alfredo Oriani va ser el vaixell principal de la seva classe de quatre destructors construïts per a la Regia Marina italiana a mitjans de la dècada del 1930. Acabat el 1937, va servir a la Segona Guerra Mundial.

## Disseny i descripció
Els destructors de la classe Oriani eren versions lleugerament millorades de la classe Maestrale anterior. Tenien una longitud entre perpendiculars de 101,6 metres i una longitud total de 106,7 metres. Feien 10,15 metres de mànega i el calat mitjà era de 3,15 metres i de 4,3 metres amb càrrega profunda. Desplaçaven de 1.700 a 1.750 tones mètriques amb càrrega normal, i de 2.400 a 2.450 tones mètriques amb càrrega profunda. La seva dotació durant la guerra era de 7 oficials i 176 sotsoficials i marineria.
Els Oriani eren propulsats per dues turbines de vapor Parsons, cadascuna impulsava un eix de l'hèlix utilitzant vapor subministrat per tres calderes Thornycroft. Dissenyats per a una potència màxima de 48.000 cavalls de potència (36.000 kW) i una velocitat de 32-33 nusos (59-61 km/h) en servei, els vaixells van assolir velocitats de 38-39 nusos (70–72 km/h) durant les seves proves de mar amb una càrrega lleugera. Portaven prou fuel per donar-los una autonomia de 2.600 a 2.800 milles nàutiques (4.800–5.200 km) a una velocitat de 18 nusos (33 km/h) i 690 milles nàutiques (1.280 km) a una velocitat de 33 nusos (61 km/h).
La seva bateria principal estava formada per quatre canons de 120 mil·límetres de calibre 50 en dues torretes de dos canons, una per davant i per darrere de la superestructura. Al mig del vaixell hi havia un parell de canons lumínics de 120 mil·límetres. La defensa antiaèria (AA) per als vaixells de la classe Oriani estava proporcionada per quatre metralladores de 13,2 mil·límetres. Els vaixells estaven equipats amb sis tubs de torpedes de 533 mil·límetres en dos muntatges triples al mig del vaixell. Encara que no tenien un sistema de sonar per a recerca antisubmarina, estaven equipats amb un parell de llançadors de càrregues de profunditat. Els vaixells podien portar 56 mines.

## Història
En el moment de l'entrada d'Itàlia a la Segona Guerra Mundial, pertanyia al IX Esquadró de Destructors, juntament amb els seus germans Alfieri, Gioberti i Carducci.
A les dues de la matinada del 12 de juny de 1940 va sortir de Tàrent amb els seus bessons, la I Divisió (creuers pesants Zara, Fiume i Gorizia), la VIII Divisió (creuers lleugers Duca degli Abruzzi i Garibaldi) i el XVI Esquadró de Destructors (da Recco, Pessagno, Usodimare) per patrullar el mar Jònic.
El 2 de juliol, juntament amb els bessons, va ser assignat a la I Divisió (Zara, Fiume, Gorizia), als creuers lleugers Bande Nere i Colleoni i al X Esquadró de Destructors (Maestrale, Grecale, Libeccio, Scirocco) per a l'escorta indirecta de un comboi de tornada des de Líbia (estava format pels transports de tropes Esperia i Victoria, que eren escortats per les torpedineres Procione, Orsa, Orione i Pegaso en la ruta de Trípoli a Nàpols).
La tarda del 7 de juliol va salpar juntament amb els bessons i la resta del II Esquadró Naval: creuer pesat Pola, Creuers Divisions I, II, III i VII per a 11 unitats en total i esquadrons de destructors X, XI, XII i XIII. – que després es va unir al 1r Esquadró, participant a la batalla de Punta Stilo el 9 de juliol: durant la retirada de la flota italiana durant l'enfrontament, el IX Esquadró va ser la primera formació de destructors, entre els enviats a contraatacar amb torpedes, per dur a terme el llançament de les seves pròpies armes –cinc en total, des de 13.500 metres–, però sense aconseguir cap impacte.
Entre el 30 de juliol i l'1 d'agost va formar part dels creuers Pola, Zara, Fiume, Gorizia, Trento, da Barbiano, Alberto di Giussano, Eugenio di Savoia, Duca degli Abruzzi, Attendolo, Montecuccoli i els Esquadrons de Destructors XII, XIII i XV per a un total d'11 unitats – de l'escorta indirecta de dos combois dirigits a Líbia, que van veure l'ús d'un total de 10 vaixells mercants, 4 destructors i 12 torpediners.
Cap al migdia del 27 de novembre va sortir de Nàpols juntament amb el Pola, la I Divisió (Fiume i Gorizia) i les altres unitats de la IX Esquadra, participant així en la batalla inconclusa del cap Teulada.
A les onze del 26 de març va sortir de Tàrent (sota les ordres del capità de fragata Vittorio Chinigò) juntament amb els bessons i la I Divisió (Zara, Pola, Fiume), per després unir-se a l'esquadra naval – cuirassat Vittorio Veneto, III Divisió de creuers (Trento, Trieste, Bolzano) i VIII (Garibaldi i Duca degli Abruzzi), i esquadrilles de destructors XIII (Granatiere, Bersagliere, Fuciliere, Alpino), XVI (Da Recco, Pessagno), XII (Corazziere, Carabiniere, Ascari) – destinat a l'operació «Gaudo», que posteriorment va donar lloc a la batalla del Cap Matapan
Durant la batalla, al vespre del 28 de març, el Pola va ser immobilitzat per un torpediner. L'almirall Angelo Iachino, comandant de l'esquadró italià, va enviar tota la I Divisió i el IX Esquadró al rescat del creuer avariat, però quan, a les 22.27, els vaixells van arribar a les proximitats del Pola, van ser sorpresos pels cuirassats britànics Barham, Valiant i Warspite, que els bombardejaven amb la seva artilleria: el Zara, el Fiume, l'Alfieri, el Carducci van ser enfonsats i, més tard, també el Pola (torpedinat pels destructors anglesos) Al començament de la batalla, l'Oriani era l'última unitat en línia, precedida pel Carducci; tot i que va patir greus danys, va aconseguir retirar-se i allunyar-se juntament amb l'il·lès Gioberti, gràcies també al sacrifici del Carducci, que s'havia dirigit contra els vaixells anglesos cobrint la retirada de les unitats seccionals amb cortines de fum.
Del 16 al 18 de juliol va formar part (juntament amb els destructors Lanciere, Geniere, Gioberti i la torpedinera Centauro) de l'escorta d'un comboi format pel transport de tropes Marco Polo, Neptúnia i Oceania a la ruta Tàrent-Trípoli (amb un Escorta indirecta addicional proporcionada pels creuers Trieste i Bolzano i els destructors Carabiniere, Ascari i Corazziere): tot el comboi va arribar amb seguretat al port, eludint també un atac del submarí HMS Unbeaten dirigit contra l'Oceania.
El 4 d'agost va sortir de Nàpols, escortant un comboi format pels vaixells de vapor Nita, Aquitania, Ernesto, Nirvo i Castelverde (la resta de l'escorta estava formada pels destructors Aviere, Geniere, Gioberti i Camicia Nera i la torpedinera Calliope), que es va unir aleshores el petrolier Pozarica; el 6 d'agost el Nita, atropellat per avions del 830è Esquadró britànic, es va enfonsar al punt 35° 15′ N, 12° 17′ E / 35.250°N,12.283°E, fent vans els intents del Camicia Nera i del Calliope per salvar-la, mentre que els altres vaixells de el comboi va arribar al port l'endemà.
El 19 d'agost, juntament amb els destructors Vivaldi, Da Recco, Gioberti i la torpedinera Dezza, al qual es va unir més tard l'Esquadró X (Maestrale, Grecale, Libeccio, Scirocco), formava part de l'escorta d'un comboi que navegava des de Nàpols. a Trípoli (transport de tropes de Oceania, Neptúnia, Esperia, Marco Polo); el 20 d'agost, quan els transports ja havien posat rumb cap a Trípoli (fins i tot escapant d'un atac del submarí HMS Unbeaten), el submarí britànic Unique va torpedinar l'Esperia, que es va enfonsar a la posició 33° 03′ N, 13° 03′ E / 33.050°N,13.050°E; va ser possible salvar 1139 homes, mentre que les víctimes eren 31.
Els dies 26 i 29 d'agost va formar part, juntament amb el destructor Euro i les torpedineres Procione, Orsa i Clio, de l'escorta d'un comboi format pels vapors Ernesto i Aquitania, el motor Col di Lana i el petroler Pozarica, navegant de Nàpols a Trípoli. el dia 27 el comboi va ser atacat dues vegades pel submarí HMS Urge, que va perdre el Pozarica però va danyar l'Aquitania (que va haver de tornar a Trapani assistit per l' Orsa), eludint aleshores la reacció del Clio; els altres vaixells van arribar al seu destí el 29.
També al setembre va formar part de l'escorta del comboi "Tembien", que va ser atacat pels bombarders Vickers Wellington: els vaixells de vapor Nicolò Odero i Caffaro van ser incendiats per les bombes i van explotar.
El 24 de setembre va escortar (juntament amb els destructors Lampo, Fulmine i Strale) un comboi compost pels transports Amsterdam, Castelverde i Perla; el comboi potser va ser atacat per un submarí davant de Pantelleria, però no hi ha confirmació britànica.
Del 16 al 19 d'octubre va formar part de l'escorta (destructors Oriani, Folgore, Fulmine, Usodimare, Da Recco, Sebenico) d'un comboi que navegava de Nàpols a Trípoli (transports Beppe, Marin Sanudo, Probitas, Paolina i Caterina), que era es van unir aleshores al vaixell d'arrossegament Amba Aradam i la torpedinera torpediniera Cascino; el Beppe va ser torpedinat el dia 18 pel submarí HMS Ursula, havent de ser agafat a remolc pel remolcador Max Barendt i assistit pel Da Recco i la torpedinera Calliope (va arribar a Trípoli el 21), mentre que el Caterina s'enfonsava en un punt. 62 milles de distància a 350° de Trípoli després dels danys patits en un atac aeri; la resta del comboi va arribar a Trípoli el 19.
El matí del 8 de novembre de 1941 l' Oriani (encara sota el comandament del capità de fragata Vittorio Chinigò) va sortir de Nàpols per incorporar-se a l'escorta del comboi "Duisburg": aquest comboi, compost pels vaixells mercants Duisburg, San Marco, Sagitta, Maria, Rina Corrado, Conte di Misurata i Minatitlan (amb una càrrega de 34.473 tones de subministraments, 389 vehicles, 243 homes) es va dirigir a Trípoli amb l'escorta, a més de l'Oriani, dels destructors Maestrale, Grecale, Fulmine i Euro (al qual els creuers pesats Trento i Trieste i 4 destructors. La nit següent el comboi va ser atacat i destruït per la Força K britànica (creuers lleugers Aurora i Penelope i destructors Lance i Lively): tots els mercants i el Fulmine van ser enfonsats, mentre que el Grecale patia greus danys. Durant la batalla –a l'inici de la qual el Maestrale avançava a babord del comboi–, el destructor va intentar cobrir els mercants amb cortines de fum i va fer alguns trets, però sense èxit.Entre les unitats de l'escorta indirecta, l'Oriani va ser l'únic que va sortir completament il·lès de l'enfrontament. Un cop acabada la batalla, l'Oriani va agafar a remolc el Grecale, que havia quedat immobilitzat pels danys que havia patit, i el va remolcar fins a Trapani.
El 19 de novembre, juntament amb el Gioberti i Maestrale, va escortar el comboi "Alpha" (Ankara i Venier) que tornava de Trípoli a Nàpols (els vaixells van ser desviats a Tàrent a causa de la presència aèria naval britànica a l'estret de Sicília).
A les 18.40 del 13 de desembre va sortir de Tàrent juntament amb un esquadró naval –cuirassat Duilio, el creuer pesant Gorizia, els destructors Gioberti i Maestrale– per a l'escorta indirecta de l'operació "M 41" (tres combois dirigits a Bengasi amb sortida de Tàrent i Argostoli, amb l'ús general dels transports Fabio Filzi, Carlo del Greco, Monginevro, Napoli, Ankara, Capo Orso, i, per a l'escorta, els destructors Da Recco, Usodimare, Pessagno, Saetta i Malocello i la torpedinera Pegaso, així com tres grups de suport); l'operació va ser, però, víctima dels atacs dels submarins anglesos Upright i Urge, que van enfonsar el Filzi i el Del Greco i van danyar greument el cuirassat Littorio, mentre que l' Iseo i el Capo Orso van patir greus danys després d'una col·lisió.
El 16 de desembre, adscrit al 10è Esquadró de Destructors, va participar, juntament amb els cuirassats Andrea Doria, Giulio Cesare i Littorio, els creuers pesats Trento i Gorizia i els destructors Granatiere, Bersagliere, Fuciliere, Alpino, Corazziere, Carabiniere, Maestrai, Giolebert i Usodimare, a l'escorta indirecta en el context de l'operació de combois per a Líbia "M 42" (dos combois formats en total pels vaixells mercants Monginevro, Napoli, Ankara i Vettor Pisani amb l'escorta dels destructors Saetta, Da Recco, Vivaldi, Da Noli, Malocello, Pessagno i Zeno, tots dos sortint de Tàrent i dirigits cap a Bengasi –l'Ankara i el Saetta– i Trípoli –les altres unitats–); els vaixells van arribar al seu destí sense danys el dia 18, mentre el grup de suport va participar en un enfrontament poc concloent amb una formació britànica que va prendre el nom de la Primera Batalla de Sirte, al començament de la qual l'Oriani, a les 15.43 hores del 17 de desembre, va informar erròniament d'haver detectat fum produït per vaixells enemics a distància.
A les 16 hores del 3 de gener de 1942 va sortir de Nàpols – juntament amb el cuirassat Duilio, els creuers lleugers Garibaldi, Montecuccoli i Attendolo i els destructors Maestrale, Scirocco, Oriani i Malocello – per oferir escorta indirecta durant l'operació "M. 43": preveia l'enviament de tres combois (que veien al mar en total els vaixells mercants Monginevro, Nino Bixio, Lerici, Gino Allegri, Monviso i Giulio Giordani i una escorta directa proporcionada pels destructors Vivaldi, Da Recco, Usodimare, Bersagliere, Fuciliere, Freccia i les torpedineres Procione, Orsa, Castore, Aretusa i Antares) dels ports de Messina, Tàrent i Bríndisi, tots es dirigien cap a Trípoli; Després de l'arribada dels transports a port (que es va produir el dia 5) l'Oriani i la resta d'unitats del grup van tornar a la base a les 4.20 del 6 de febrer.
El 22 de gener va formar part de l'escorta indirecta de l'operació "T 18" (un comboi format pel transport de tropes Victoria – sortit de Tàrent– i els vaixells de càrrega Ravello, Monviso, Monginevro i Vettor Pisani – salparen de Messina –, amb l'escorta dels destructors Vivaldi, Malocello, Da Noli, Aviere, Geniere i Camicia Nera i les torpedineres Orsa i Castore); El comboi va arribar a Trípoli el dia 24, però va patir la pèrdua del Victoria, enfonsat per dos atacs de torpeders.
A les 18.30 del 21 de febrer de 1942 va sortir de Messina –juntament amb els creuers Gorizia, Trento, Bande Nere i els destructors Alpino i Da Noli– per donar escorta indirecta a dos combois (vaixells mercants Monginevro, Ravello, Unione, Giordani, Lerici, Monviso ; destructors Vivaldi, Malocello, Premuda, Strale, Pigafetta, Pessagno, Zeno, Scirocco, Maestrale;  torpedineres Circe i Pallade) de Corfú i Messina a Trípoli, en el marc de l'operació "K. 7".
El 7 al 10 de març va formar part de l'escorta indirecta (amb altres destructors i els creuers Montecuccoli, Garibaldi i Eugenio di Savoia) a l'operació "V 5", que va suposar l'enviament a Líbia de 4 vaixells a motor ràpid (des de Bríndisi, Messina i Nàpols cap a Trípoli) i el retorn d'altres quatre vaixells a motor.
A la mitjanit del 21 de març, la unitat, adjunta a l'XI Esquadró de Destructors (Aviere, Ascari, Oriani) va sortir de Tàrent juntament amb el cuirassat Littorio i les unitats de l'esquadró, prenent part aleshores a la inconclusa segona batalla de Sirte, en la qual però no va tenir un paper destacat.
A la primavera de 1942, l'Oriani va ser desplegat, juntament amb l'Ascari i la VII Divisió (creuers Eugenio di Savoia i Raimondo Montecuccoli) a Càller, per formar una força "d'intervenció ràpida" contra possibles atacs de vaixells britànics a combois cap al nord d'Àfrica
A les 16.30 del 13 de juny va sortir de Càller adjunt a l'Esquadró X de Destructors (Ascari, Gioberti, Premuda), del qual era cap d'esquadra sota les ordres del capitano di vascello Riccardo Pontremoli, per atacar, juntament amb la VII Divisió de Creuers (Montecuccoli i Eugenio di Savoia) i al XIV Esquadró de Destructors (Vivaldi, Zeno, Malocello) – el comboi britànic "Harpoon" a la batalla de mitjans de juny. A l'inici de la batalla, l'Oriani, l'Ascari i el Premuda (el Gioberti havia tornat per avaria del motor, igual que el Zeno) estaven al capdavant de la formació, i a les 5.40 del dia 14 obrien l'Oriani i l'Ascari. el foc des de 19.000 metres contra els destructors britànics Bedouin i Partridge. A les 05.50 una de les dues unitats (no se sap quina) va colpejar el Bedouin, després, entre el 06.07 i el 06.09, van disparar contra els destructors Marne i Matchless, sense colpejar-los; durant tot el matí l'Oriani van disparar una seixantena d'obusos. A les 6.17 l'Oriani, l'Ascari i el Premuda van ser enviats en ajuda del Vivaldi, que va quedar immobilitzat i va incendiar com a conseqüència d'un obús britànic. A les 09.49 l'Oriani i l'Ascari van ser atacats sense èxit pels torpeders Bristol Beaufort, i més tard es van incorporar a la VII Divisió. Cap a les 12.35 els dos caces van tornar a obrir foc contra el Bedouin i el Partridge, mentre que a les 12.57, després d'haver-se separat de la VII Divisió, van obrir foc des de 12.000 metres contra el petrolier Kentucky, danyat per l'avió. Després d'haver-se reunit amb els creuers, a les 13.20 van ser enviats cap al Bedouin, que però va ser acabat poc després per un torpediner SM 79 "Sparviero"; a les 13.43 l'Oriani va llançar un torpede que va colpejar el Kentucky: la càrrega explosiva, en lloc d'explotar, es va limitar a produir una deflagració limitada, que va causar pocs danys. L'Oriani i l'Ascari van contribuir llavors amb el seu foc d'artilleria, juntament amb avions italo-alemanys, a acabar amb el Kentucky i el vapor Burdwan, tots dos ja havien estat greument danyats per l'aviació. Durant tot el combat, l'Oriani va disparar 168 obusos de 120 mm.
Entre el vespre de l'11 d'agost i el matí del 12, Oriani va sortir a la mar amb una força composta per un total de la III (Gorizia, Bolzano, Trieste) i la VII (Eugenio di Savoia, Attendolo, Montecuccoli) divisions de creuers, per participar en la batalla de mitjans d'agost; tanmateix, aquesta força va ser retirada el dia 13 per por als atacs enemics (el Bolzano i l'Attendolo també van ser torpedinats i greument malmesos).
Al setembre la unitat va ser sotmesa a obres de modernització: el vaixell va ser equipat amb una ecosonda produïda a Alemanya, la tremuja de càrregues de profunditat es va substituir per dues noves, es van retirar les peces d'il·luminació de 120 mm i es van instal·lar tres sistemes de doble feix de metralladores 20/65 mm ; les metralladores bessones del pont van ser substituïdes per unes de simples.
El 4 de novembre va sortir de Nàpols per escortar –juntament amb el Maestrale, el Grecale, el Gioberti, les torpedineres Clio i Animoso i un altre destructor modern, el Velite –, els vaixells a motor Giulia i Chisone i el vapor Veloce, en direcció a Trípoli: malgrat els nombrosos atacs amb avions, el comboi va ser un dels últims a poder arribar il·lès a Líbia.
Durant l'any 1943 l'Oriani va ser sotmès a noves obres de modificació, que van incloure la instal·lació d'un radar tipus "De.Te." de producció alemanya, l'eliminació del complex llançatorpedes de popa i d'un complex de metralladores de 20/65 mm, l'embarcament de 2 metralladores simples de 37/54 mm i del mateix nombre d'armes, també senzilles, de 20/65.
Aleshores es va utilitzar per al transport ràpid de materials.
Després de la proclamació de l'armistici, el vaixell va sortir de La Spezia amb la resta de la flota naval (cuirassats Italia, Vittorio Veneto i Roma, creuers lleugers Giuseppe Garibaldi, Attilio Regolo, Duca degli Abruzzi, Eugenio di Savoia, Duca d'Aosta, Montecuccoli, destructors Artigliere, Fuciliere, Mitragliere, Carabiniere, Legionario, Velite, Grecale) lliurant-se als Aliats a Malta, on va arribar l'11 de setembre, amarrant a Madliena Tower El 12 de setembre va reposar des del cuirassat Andrea Doria i el 14 va abandonar l'illa, juntament amb el Legionario, anant primer a Bizerta i després a Alger; allà les dues unitats van embarcar algunes unitats nord-americanes i el seu equipament, transportant-les a Ajaccio (Còrsega) per donar suport a la resistència oposada per les forces italianes i franceses contra les tropes alemanyes a l'illa, i, acabada la missió, van tornar a Malta a les vuit del 29 de setembre, atracant a Marsa Scirocco (Legionario) i Marsa Scala (Oriani). El 4 d'octubre l'Oriani va sortir de Malta juntament amb moltes altres unitats (el Legionario, els creuers Garibaldi, Abruzzi i Pompeo Magno, les torpedineres Libra i Calliope, les corbetes Ape, Cormorano, Danaide, Gabbiano, Minerva i Pellicano, les llanxes torpedineres MS 35, MS 54, MS 55, MS 56, MS 61 i MS 64, els caçadors de submarins VAS 201, VAS 204, VAS 224, VAS 233, VAS 237, VAS 240, VAS 241, VAS 246 i VAS 248) i va tornar a Itàlia.
Fins a l'armistici, l'Oriani havien realitzat un total de 168 missions bèl·liques (14 amb forces navals, 3 de caça antisubmarina, 4 de transport, 62 d'escorta de combois, 19 d'entrenament i 56 altres tipus), amb un total de 56.782 milles. passar 290 dies a la feina.
Aleshores, el vaixell va operar un servei molt intens el 1944 i el 1945, dins de la cobel·ligerància: va ser emprat essencialment d'escorta, però en una ocasió es va trobar lluitant contra unitats alemanyes. De 1943 a 1945 l'Oriani va dur a terme un total de 143 missions, abastant aproximadament 40.000 milles.
L'any 1948, segons les clàusules del tractat de pau, la unitat va ser donada de baixa de l'Armada italiana i lliurada a la Marine nationale.
Rebatejat D'Estaing, mai va veure servei sota la bandera francesa fins al seu desballestament el 1954.

### Comandants
- Capitano di fregata Mario Panzani - juny de 1939 - novembre de 1940
- Capitano di fregata Ernesto Giuriati - novembre de 1940 - febrer de 1941
- Capitano di fregata Vittorio Chinigò - febrer de 1941 - 14 de març de 1942
- Capitano di fregata Paolo Pesci - 15 de març de 1942 - gener de 1943
- Capitano di vascello Riccardo Pontremoli - temporalment el juny de 1942
- Capitano di fregata Pietro Scammacca - gener - desembre de 1943